# Daniel Preissler
Pour les articles homonymes, voir Preissler.
 (août 2021).
Daniel Preissler (né le 8 mars 1627 à Prague et mort le 19 juin 1665 à Nuremberg) est un peintre allemand, originaire de Bohême.

## Biographie
Preisler est le fils du serrurier Georg Preisler et descend d'une ancienne famille de maîtres verriers de Bohême.
En 1642, il commence son apprentissage auprès du peintre de la Cour de Dresde Christian Schiebling (de). Il erre ensuite à travers l'Allemagne et l'Autriche et s'installe définitivement à Nuremberg en 1652. En 1658, il réalise les deux ailes du grand orgue de l'église Saint-Sébald (détruite pendant la seconde Guerre mondiale) sur lesquelles il représente des portraits des principaux musiciens, académiques et ecclésiastiques de la ville.
En 1660, il peint la Mission du Saint-Esprit pour l’Hôpital du Saint-Esprit (Heilig-Geist-Spital) de Nuremberg. Daniel Preisler a laissé quelques beaux portraits, notamment de Justina Katharina Kirchmayr (ca. 1660), ainsi qu'un autoportrait jouant du luth, avec sa femme et ses trois enfants, daté de 1665 — l'année de sa mort prématurée.
Son fils Johann Daniel Preisler, né après la mort de son père, a poursuivi la tradition familiale et est devenu peintre à Nuremberg, de même d'ailleurs que ses cinq petits-enfants.